# CHANGE my LIFE
「CHANGE my LIFE」（チェンジ マイ ライフ）は、D☆DATEの2枚目のシングル。2011年4月6日にユニバーサルミュージックから発売された。

## 概要
初回盤A・初回盤B・通常盤の3種形態での発売。ユニバーサルミュージックから発売されたシングル5作品の中で、タイプ別CDのカップリングに違いがないのは本作のみである。
「新生活」をテーマにした応援ソング。Dragon AshのギタリストであるHIROKIが参加するユニット・Cell no.9が作曲と編曲を担当した。
ワタナベエンターテインメントによる東日本大震災チャリティープロジェクトの一環として、「『CHANGE my LIFE』の着うた配信の収益金を寄付する」と発表された。本作発売当時は、震災の影響でイベント開催を自粛する傾向もあったが、D☆DATEはCD発売イベントを実施した。CD発売当日はZepp Tokyoにおいて発売イベントを開催、募金活動も行った。発売前日には名古屋、発売後には福岡、大阪でイベントが行われている。

## 収録曲

### 初回限定盤A
品番：UMCC-5906
CD
1. CHANGE my LIFE
  - 作詞：SHINO / 作曲・編曲：Cell no.9

ネスレ日本「ネスカフェ エクセラ」CMソング
日本テレビ系『ハッピーMusic』2011年4月度オープニングテーマ

1. Dear My Story 〜僕たちの勇気〜
  - 作詞・作曲・編曲：藤末樹
2. CHANGE my LIFE （instrumental）
3. Dear My Story 〜僕たちの勇気〜 （instrumental）

DVD
1. 「CHANGE my LIFE」ビデオクリップ
2. メイキング映像

### 初回限定盤B
品番：UMCC-5907
CD
※初回限定盤Aに同じ
DVD
- 「CHANGE my LIFE」ショートフィルム

特典
- メンバーのソロ絵柄による差し替えジャケット（ランダムに封入）

### 通常盤
品番：UMCC‐5035
CD
※初回限定版Aに同じ
特典
- スペシャルプレゼント応募券